# Calophyllum parkeri
Calophyllum parkeri là một loài thực vật có hoa trong họ Calophyllaceae. Loài này được C.E.C.Fisch. mô tả khoa học đầu tiên năm 1926.